# Палаццо Цуккари
Палаццо Цуккари, правильнее: Палаццетто Цуккари (итал. Palazzo Zuccari, Il Palazzetto Zuccari) — «Дворец», или «Маленький дворец, Цуккари». Здание, расположенное в Риме, в историческом районе Кампо Марцио, недалеко от церкви Сантиссима-Тринита-дей-Монти, между Виа Систина и Виа Грегориана. Дом, спроектированный Федерико Цуккари, известен как «Дом монстров» (Сasa dei mostri) из-за необычайного портала, оформленного в виде гигантского маскарона, и столь же причудливых украшений наличников окон. Другое здание: Палаццо Цуккари находится во Флоренции.

## История
Художник итальянского маньеризма Федерико Цуккаро, или Цуккари, был родом из области Урбино, работал в Риме и Флоренции (во Флоренции также существует Палаццо Цуккари). В 1590 году Цуккаро приобрёл в Риме участок земли недалеко от Сантиссима-Тринита-дей-Монти и сохранявшихся в то время остатков Садов Лукулла. Затем он начал строить дом по собственному проекту. После смерти Цуккаро в 1609 году по его завещанию Палаццо Цуккари перешло к Академии Святого Луки. Затем архитектор Джироламо Райнальди предпринял некоторые перестройки и придал зданию вид, который он сохранял до 1904 года.
Позднее семья Цуккари снова выкупила дворец и он оставался в её собственности до тех пор, пока адвокат Федерико Цуккари (1843—1913), последний потомок династии, не решил продать особняк. До этого Палаццетто принимало многих жильцов. С 1702 года здесь жила королева Польши Мария Казимира. Она профинансировала строительство деревянной арки на фасаде по улице Систина и фасада с балконом, выходящим на площадь перед церковью Сантиссима-Тринита-дей-Монти. По её указанию архитектор Филиппо Юварра поместил на фасаде польский герб. Мария Казимира основала в здании небольшой частный театр, который с 1704 по 1714 год представлял римской знати произведения её придворного музыканта Доменико Скарлатти.
В 1756 году Палаццетто стал резиденцией первого римского дома братьев христианских школ (prima casa romana dei Fratelli delle Scuole Cristiane), который до этого располагался в соседнем монастыре Сантиссима-Тринита-дей-Монти, поэтому здание получило название «Палаццо братьев» (Palazzo dei frati). Об этом свидетельствует гравюра Джузеппе Пинелли, на которой изображены мальчики, покидающие школу, в сопровождении двух братьев ордена.
Палаццо Цуккари было пристанищем для приезжающих в Рим путешествующих меценатов, коллекционеров и художников. Там останавливались Иоганн Иоахим Винкельман, Джошуа Рейнольдс, Жак Луи Давид, и художники-назарейцы.
В 1889 году Генриетта Герц вместе со своими богатыми друзьями арендовала дом для размещения в нём библиотеки по истории итальянского искусства. В 1913 году по её завещанию в Палаццо Цуккари была основана «Библиотека Герциана» как часть немецкого исследовательского института кайзера Вильгельма по развитию науки (Kaiser-Wilhelm-Gesellschaft zur Förderung der Wissenschaften) для изучения истории искусства Италии постантичного периода. С 1948 года: Институт истории искусств Общества Макса Планка.
Габриэле д’Аннунцио, который был частым гостем дома Генриетты Герц, упомянул его в романе «Удовольствие» (Il Piacere).

## Архитектура
Федерико Цуккаро был одним из самых оригинальных архитекторов и живописцев итальянского маньеризма. Собственный дом архитектора обычно является его своеобразным автопортретом, «визитной карточкой», в которых художник «сам себе хозяин». Поэтому и палаццетто стало своеобразным выражением творческих интересов автора. Фасад здания в сторону Виа Грегориана оформлен причудой (итал. capriccio): огромным порталом в виде чудовищного маскарона с раскрытой пастью, и столь же причудливых маскаронов наличников окон (1593). Считается, что эта идея родилась под влиянием гротов и скульптур Парка Бомарцо, или «Парка чудищ» (Parco dei Mostri), такой же маньеристской затеи князя Орсини (1550-е гг.). Однако и сам Цуккаро создавал подобные причуды, в частности, в своих иллюстрациях к «Аду» Данте, чем оказывал влияние на других художников своей эпохи.
В 1590 году Ф. Цуккаро расписал первый этаж здания фресками. Изначально Палаццетто состояло из трёх частей: одно использовалось в качестве кабинета, другое, жилое с главным фасадом на Виа Систина, и садовый корпус с входом с Виа Грегориана. В отличие от простоты экстерьера, интерьер здания выглядит как дом выдающегося художника с большой фантазией. Этот образ достигает своего апогея на лестнице, в холле, в галерее и, прежде всего, в саду. Предполагают, что замысел Цуккаро состоял в следующем: после устрашающего портала посетитель попадал в причудливый холл, а затем в «райский сад», в котором цвели розы. Студия занимала верхнюю часть (бельведер) всего комплекса.
В 1963—1968 годах проводились реконструкция и расширение Палаццетто по проекту архитектора Сильвио Галициа. В ноябре 2012 года завершились длительные ремонтно-восстановительные работы, которые начались с конкурса 1994 года и полностью финансировались Германией. Под руководством архитектора Энрико Да Гая полная реорганизация комплекса Института включала реставрацию Палаццо Цуккари, Палаццо Строганова и Виллино Строганова. Для нового здания Библиотеки Герциана, построенного с несколькими пристройками в период с начала 1900-х до 1970-х годов на месте сада Палаццо Цуккари, по результатам международного конкурса был использован проект испанского архитектора Хуана Наварро Бальдевега.
- Портал Палаццетто Цуккари в Риме. 1593. Архитектор Ф. Цуккаро
- Маскарон портала
- Окно фасада
- Грот в парке Бомарцо близ Витербо. По рисунку Б. Амманати. Ок. 1552 г.